# Geratherm

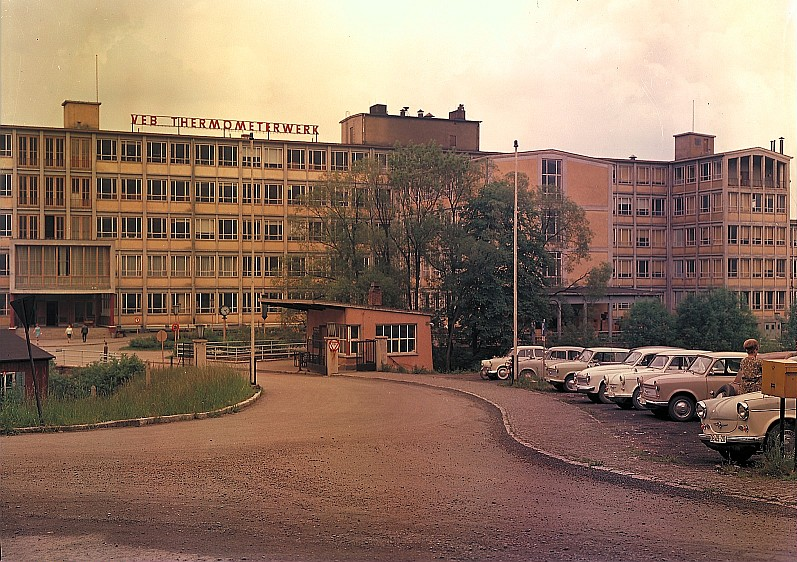
VEB Thermometerwerk Geraberg, 1967

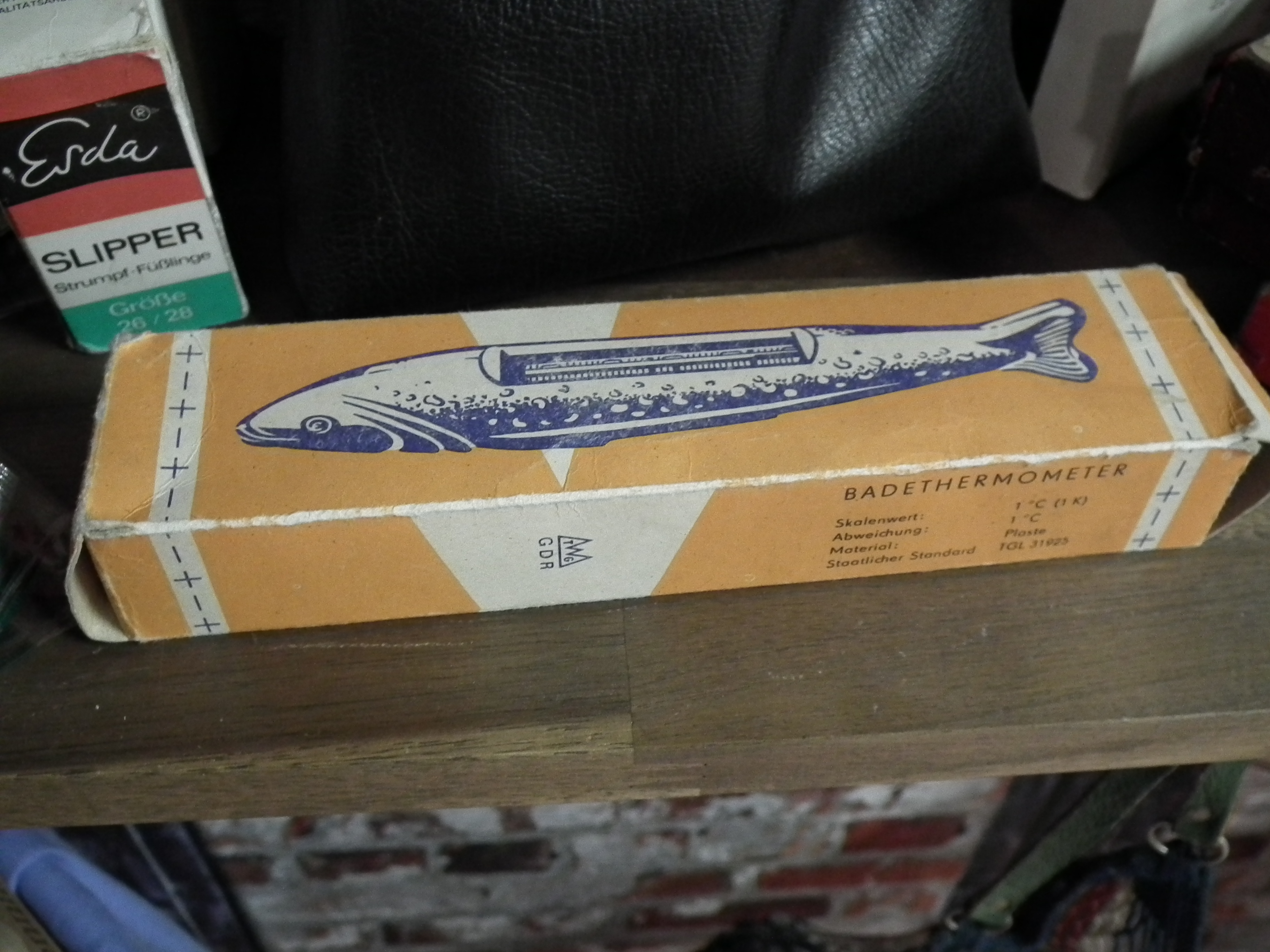
Badethermometer von VEB Thermometerwerk Geraberg (TWG)

Geratherm Medical AG ist ein Unternehmen aus Geratal in Thüringen.
Das Unternehmen ist Hersteller von medizinischen Messgeräten wie Fieberthermometern und Blutdruckmessgeräten. Es produziert zudem Spezialgeräte. Eine bekannte Legierung und zugleich Marke des Unternehmens ist Galinstan.

## Geschichte
Das VEB Thermometerwerk Geraberg (TWG) entstand 1972 durch Zusammenschluss von 15 Kleinbetrieben. Ende der 1980er-Jahre arbeiteten circa 2000 Menschen im TWG in Geraberg, das damals der wichtigste Arbeitgeber der Region war. Der Betrieb war Teil des Kombinats Technisches Glas Ilmenau.
Der Betriebsbereich Thermometerproduktion wird durch die Treuhand verkauft. Bis zur finalen Übernahme durch einen Investor 1993 wurde der Quecksilberersatzstoff „Galinstan“ entwickelt und patentiert. Die damalige Thermometerwerk Geraberg GmbH produzierte fortan quecksilberfreie Thermometer.
Mitte der 1990er zog das in Geratherm GmbH umbenannte Unternehmen aus dem alten Werksgebäude in Geraberg in das Gewerbegebiet Geschwenda um. Der Börsengang der Geratherm Medical AG erfolgte am 3. Juli 2000. Geratherm war von 2001 bis 2004 im SDAX gelistet. Das Unternehmen ist Weltmarktführer bei der Produktion quecksilberfreier Fieberthermometer.
Außerdem werden Produkte für die Lungenfunktionsmessung, Schlaganfallprävention, sowie MR-Inkubator Systeme und Blutdruckmessgeräten hergestellt.
Im Jahr 2019 erfolgt der Bau und die Inbetriebnahme eines Werkes für die Herstellung von Glasrohren und Kapillaren.